# Gual permanent
Gual permanent és un grup de música de Palma que va estar en actiu entre els anys 1992 i 1997. Només varen enregistrar un sol EP, autoeditat, amb set cançons: Ella, Tu i allò, Malson, Cançó de l'amor mort, De sa Vida i la que donava nom al treball: Encara no és història. La primera, Ella, va ser la més coneguda perquè va sonar durant uns mesos a l'emisora local de Los 40 principales, de la Cadena Ser. També varen fer aparicions a les dues televisions locals que estaven en funcionament en aquella època: Canal 4 Televisió i Canal 37.
En el temps que estaren en actiu, eren:
- Jaume Mateu (guitarra solista i cors)
- Josep Miquel Puigserver (baix, cors i veu)
- Marc Moyà (bateria i veu)
- Pere Rado (teclats, piano, guitarra i veu principal)
- Antoni Jaume Escanellas (guitarra solista, baix -ocasionalment- i veu principal)

Després, a l'any 1997 Pere Rado deixa la formació per centrar-se en el seu altre projecte Nou Romancer, i als pocs mesos ho fa Pep Miquel Puigserver, també membre fundador dels Satellites i The Cicelly Satellites, entre d'altres. En aquell any s'incorpora:
- Baltasar Cortès (baix i veu principal)

Varen fer desenes de concerts, per tota Mallorca i també per Barcelona. Emmarcats dins l'escena del Rock en Català, varen fer concerts amb els grups de més renom: els mallorquins Fora des Sembrat, Daniel i la Quartet de Banyo Band, Tots Sants, La Fosca, i també els ciutadellencs Ja t'ho diré. S'ha de resaltar especialment els concerts que feren amb Lax'n'Busto, i Gossos.
També varen ser finalistes a la Nit de Rock a Rocafort (Barcelona, Festes de Sant Antoni) de l'any 1994.
Quan es va desfer el grup, Puigserver va seguir la seva carrera amb The Satellites, i fundà l'Estudio Palam Récords. Marc Moyà va passar a ser el bateria de Familia López, Jaume Mateu formà part d'Estranya Ment i Rutina, amb Antoni Jaume Escanellas, i amb Baltasar Cortès, només al primer dels grups. Pere Rado és encara el solista de Nou Romancer.